# Shoal Creek Drive
Shoal Creek Drive és una població dels Estats Units a l'estat de Missouri. Segons el cens del 2000 tenia 346 habitants.

## Demografia
Segons el cens del 2000, Shoal Creek Drive tenia 346 habitants, 133 habitatges, i 104 famílies. La densitat de població era de 284,2 habitants per km².
Dels 133 habitatges en un 32,3% hi vivien nens de menys de 18 anys, en un 64,7% hi vivien parelles casades, en un 6,8% dones solteres, i en un 21,8% no eren unitats familiars. En el 21,1% dels habitatges hi vivien persones soles el 9,8% de les quals corresponia a persones de 65 anys o més que vivien soles. El nombre mitjà de persones vivint en cada habitatge era de 2,6 i el nombre mitjà de persones que vivien en cada família era de 2,92.
Per edats la població es repartia de la següent manera: un 24,3% tenia menys de 18 anys, un 6,4% entre 18 i 24, un 26,3% entre 25 i 44, un 22,5% de 45 a 60 i un 20,5% 65 anys o més.
L'edat mediana era de 41 anys. Per cada 100 dones de 18 o més anys hi havia 100 homes.
La renda mediana per habitatge era de 39.167 $ i la renda mediana per família de 41.250 $. Els homes tenien una renda mediana de 27.188 $ mentre que les dones 24.688 $. La renda per capita de la població era de 21.253 $. Entorn del 7,4% de les famílies i el 7,5% de la població estaven per davall del llindar de pobresa.

## Poblacions més properes
El següent diagrama mostra les poblacions més properes.